# Stenotabanus dusbabeki
Stenotabanus dusbabeki är en tvåvingeart som beskrevs av Cruz och Mauricio Garcia 1974. Stenotabanus dusbabeki ingår i släktet Stenotabanus och familjen bromsar.
Artens utbredningsområde är Kuba. Inga underarter finns listade i Catalogue of Life.